# Sayuri (Vorname)
Sayuri ist ein weiblicher Vorname.

## Herkunft und Bedeutung
Sayuri ist ein vor allem in Japan verwendeter Name. 
Er ist abgeleitet von japanisch 小 (sa), was klein bedeutet, sowie 百合 (yuri) für Lilie. Der Name kann also mit Kleine Lilie übersetzt werden.

## Bekannte Namensträgerinnen
- Sayuri (1996–2024), japanische Sängerin

- Sayuri Anzu (* 1983), japanisches Idol und Model
- Sayuri Asahara (* 1985), japanische Badmintonspielerin
- Sayuri Ishikawa (* 1958), japanische Sängerin
- Sayuri Ōsuga (* 1980), japanische Eisschnellläuferin
- Sayuri Shimizu (* 1989), japanische Eisschnellläuferin
- Sayuri Sugawara (* 1990), japanische Sängerin
- Sayuri Yamaguchi (* 1966), japanische Fußballspielerin
- Sayuri Yoshii (* 1984), japanische Eisschnellläuferin
- Sayuri Yoshinaga (* 1945), japanische Schauspielerin